# Neurophyseta taiwanalis
Neurophyseta taiwanalis is een vlinder uit de familie van de grasmotten (Crambidae). De wetenschappelijke naam van de soort is voor het eerst gepubliceerd in 1928 door Jinshichi Shibuya.
De soort komt voor in Taiwan.